# Северо-Любинское сельское поселение
Северо-Любинское се́льское поселе́ние — муниципальное образование в Любинском районе Омской области Российской Федерации.
Административный центр — посёлок Северо-Любинский.

## История
Статус и границы сельского поселения установлены Законом Омской области от 30 июля 2004 года № 548-ОЗ «О границах и статусе муниципальных образований Омской области».

## Население
| 2010  | 2011  | 2012  | 2013  | 2014  | 2015  | 2016  |
| ----- | ----- | ----- | ----- | ----- | ----- | ----- |
| 1693  | ↗1694 | ↗1726 | ↗1732 | ↗1772 | ↘1768 | ↗1810 |
| 2017  | 2018  | 2019  | 2020  | 2021  | 2023  |       |
| ↘1802 | ↘1780 | ↗1802 | ↘1778 | ↘1744 | ↘1676 |       |

## Состав сельского поселения
| № | Населённый пункт | Тип населённого пункта          | Население |
| - | ---------------- | ------------------------------- | --------- |
| 1 | Барсуковка       | деревня                         | 236       |
| 2 | Северо-Любинский | посёлок, административный центр | 1457      |